# Patricia Maria Țig
Patricia Maria Țig (n. 27 iulie 1994, Galați, România) este o jucătoare profesionistă de tenis din România. Cea mai bună clasare a sa este locul 56 mondial (26 octombrie 2020). Țig a câștigat un titlu la simplu în circuitul WTA, plus unul în turneele WTA 125, precum și 14 titluri la simplu și patru la dublu în circuitul ITF. Este antrenată de Răzvan Sabău.

## Prima finală WTA
În iulie 2015, Patricia a ajuns în prima sa finală WTA, la turneul din Baku, după ce a învins-o în semifinală pe favorita numărul 1 a turneului, rusoaica Anastasia Pavlyuchenkova. În finală, Patricia a pierdut în 3 seturi în fața rusoaicei Margarita Gasparyan.

## 2016
Țig a început anul 2016 cu turneul de la Shenzhen, unde nu a reușit să apară pe tabloul principal, fiind eliminată în finala calificărilor. 
A continuat cu turneele de la Sydney, și Australian Open unde a pierdut din primul tur. 
Participă apoi la turneul din St. Petersburg, unde din postură de Lucky Loser ajunge pe tabloul principal, însă este eliminată de Elena Vesnina. 
În turneele din Statele Unite a fost eliminată în primul tur de la Indian Wells și Miami de către Nara, respectiv Shvedova. 
La Osprey a fost eliminată de către Peterson, iar la Charleston de către Laura Siegemund. 
Pierde din nou din primul tur, de data asta la Bogota în fața lui Dominguez-Lino. continuă cu turneul de la Stuttgart unde reușește o victorie, fiind eliminată apoi de către Ana Konjuh, apoi la Praga este eliminată din nou în primul tur. 
Urmează turneul de la Madrid. Reușește să elimine două jucătoare mai bine cotate în calificări, reușind să apară pe tabloul principal. Practicând un tenis frumos și consistent, reușește să le elimine pe Daria Kasatkina, Sloane Stephens și Madison Keys, locurile 32, 21 respectiv 25 WTA. Este eliminată în sferturile de finală de către Samantha Stosur, locul 23 WTA. În continuare, iese prematur în următoarele turnee. 
La US Open este eliminată din primul tur. Este apoi accidentată o perioadă de timp. Revine la turneul WTA Quebec City, unde pierde din primul tur, după un meci foarte strâns și echilibrat: 7-6(5),6-7(3),7-6(7) cu Sachia Vickery. La turneul din Seul , reușește semifinala, fiind eliminată de Lara Arruabarrena în două seturi rapide. Printre altele în turneu, ea o învinge pe favorita numărul 6, Kirsten Flipkens.

## 2017
La Australian Open, Patricia Maria Țig, locul 107 WTA, a fost învinsă, cu scorul de 6-0, 6-1, de Monica Puig din Puerto Rico, locul 32 WTA și cap de serie numărul 29, în primul tur. 
Patricia Maria Țig a reușit o calificare spectaculoasă în runda a treia a turneului de tenis de la Miami, după ce a învins-o cu 7-6, 6-2 pe Kristina Mladenovic.

## 2019
După mai bine de doi ani de pauză competițională, revine în circuit.
Patricia Tig a pierdut pe 28 iulie finala turneului WTA BRD Bucharest Open, disputată cu Elena Rybakina din Kazahstan, scor 2-6, 0-6.
Patricia Țig a cucerit primul trofeu WTA din carieră la Karlsruhe, la turneul care face parte din seria suport WTA 125K în data de 4 august 2019.

## 2020
După ce a ajuns în semifinale la Thailand Open, unde a fost învinsă de Magda Linette, Țig a revenit în top 100, pe locul 84.
Câștigă semifinala la Istanbul Open împotriva Terezei Martincova cu scorul 6-3 6-3, în finală jucând contra canadiencei Eugenie Bouchard, fost număr 5 WTA.
Câștigă turneul Istanbul Open  într-un mod spectaculos. A pierdut 8 mingi de meci, dar a câștigat în tie-break.
Victoria entuziasmantă de la Istanbul o plasează pe Patricia Maria Țig la data de 14 septembrie 2020  pe locul 58 WTA, cea mai bună poziție ocupată de ea în acest clasament de-a lungul carierei.
Debutează cu dreptul pe tabloul principal de la French Open, câștigând în fața elvețiencei Stefanie Vogele cu 7-5 7-5. În turul 2 trece fără emoții de americanca Christina McHale cu 6-4 6-3. În turul 3 pierde dramatic după un  meci în care a servit în primele 2 seturi pentru a le câștiga, dar nu a reușit să încheie acolo, s-a terminat 6-7 6-4 0-6, iar Fiona Ferro iese învingătoare de pe teren după aproape 3 ore.

## Legături externe
- Patricia Maria Țig pe YouTube